# 犹太民族阵线
犹太民族阵线（希伯来语：חֲזִית יְהוּדִית לְאוּמִּית ，Hazit Yehudit LeUmit），在以色列俗称其希伯来语首字母缩略词Hayil（希伯来语：חי），是以色列的极右翼宗教政党。

## 历史
该党于 2004 年 1 月由巴鲁克·马泽尔（Baruch Marzel）创立。 该党在2006 年以色列议会选举中与保罗·艾德伯格教授的以色列亞民党（Yamin Yisrael）联合参加，但获得的票数低于最低人数的 2% 通过门槛获得代表所需的票数。
巴鲁克·马泽尔曾是以色列極右翼宗教民族主义政黨凱煦党的资深活动家。 马泽尔在2003 年以色列議會選舉的 Kleiner 赫鲁特名单上排名第二。
2008 年，在第 18 届议会选举之前，该党与 Eretz Yisrael Shelanu 合并，后者又加入了更大的 National Union 党。 犹太民族阵线代表 Michael Ben-Ari 在名单上排名第四，随后于 2009 年赢得了第 18 届以色列议会的席位，标志着犹太民族阵线首次享有以色列议会代表权。